# Pendejo
Pendejo è un singolo del gruppo musicale russo Little Big pubblicato il 12 aprile 2023 come primo estratto dal quindi album in studio Lobster Popstar.

## Antefatti
L'uscita della canzone è stata resa ufficiale dalla band nel marzo 2023, contemporaneamente all'annuncio del We Are Little Big Tour - North America, tramite video-teaser sui propri social media.
Poco dopo l'uscita del singolo il frontman della band Ilj'a Prusikin ha spiegato che la canzone parla delle persone che utilizzano TikTok ed esorta a "trattare la vita in modo divertente piuttosto che essere sconvolti da ostacoli inutili".

## Video musicale
Il videoclip della canzone, pubblicato il 12 aprile sul canale YouTube della band, vede come protagonisti Il'ja Prusikin e Sof'ja Tajurskaja mentre svolgono azioni strane e bizzarre, che corrispondono al nome della canzone "Pendejo", che in spagnolo significa "stupido".

## Tracce
Testi di Ale Alberti, Ilj'a Prusikin e Sof'ja Tajurskaja, musiche di Ilj'a Prusikin e Viktor Sibrinin.
1. Pendejo – 2:13